# Meliphaga
Meliphaga är ett fågelsläkte i familjen honungsfåglar inom ordningen tättingar. Släktet omfattar numera vanligen endast tre arter som förekommer på Nya Guinea och i östra Australien:
- Tjocknäbbad honungsfågel (M. aruensis)
- Gulfläckig honungsfågel (M. notata)
- Gulörad honungsfågel (M. lewinii)

Tidigare inkluderades ytterligare tolv arter och vissa gör det fortfarande. De lyfts numera dock vanligen ut till andra släkten efter genetiska studier:
- Fläckbröstad honungsfågel (Microptilotis mimikae)
- Oreadhonungsfågel (Microptilotis montana)
- Berghonungsfågel (Microptilotis orientalis)
- Buskhonungsfågel (Microptilotis albonotata)
- Mimikryhonungsfågel (Microptilotis analoga)
- Tagulahonungsfågel (Microptilotis vicina)
- Slank honungsfågel (Microptilotis gracilis)
- Elegant honungsfågel (Microptilotis cinereifrons)
- Gulmunnad honungsfågel (Microptilotis flavirictus)
- Arnhemhonungsfågel (Territornis albilineata)
- Kimberleyhonungsfågel (Territornis fordiana)
- Streckbröstad honungsfågel (Territornis reticulata)